# R. C. Roscoe
R. C. Roscoe (* 19. oder 20. Jahrhundert; † unbekannt) war britischer  Sanitätsoffizier und fungierte als erster Trainer der Gambischen Fußballnationalmannschaft.

## Leben
Roscoe war in den 1950er Jahren in Britisch-Gambia Offizier der Kolonialverwaltung im Medical and Health Office.
Nach der Gründung der Gambia Football Association (GFA) 1952 in Gambia wurde 1955 Sam J. Forster zum ersten Präsidenten des Fußballverbandes ernannt, während Roscoe, von 1955 bis 1960 die Rolle des Sekretärs übernahm (Nachdem Ende 1955 der erste Präsident gewählt wurde, wurde Roscoe Ehrensekretär der GFA). Der koloniale Sanitätsoffizier diente von 1952 bis 1953 auch zugleich als erster Nationaltrainer der Gambischen Fußballnationalmannschaft, die damals einfach Gambia XI genannt wurde.

## Auszeichnungen und Ehrungen
Mit einer gravierten Gedenktafel werden an alle ehemaligen Präsidenten und Generalsekretäre der GFA (später umbenannt in Gambia Football Federation, GFF), auch Roscoe, im GFF-Sekretariat in Kanifing und im National Technical Training Center in Yundum gedacht.